# Lipinki (przystanek kolejowy na Białorusi)
Lipinki (biał. Ліпінкі; ros. Липенки) – przystanek kolejowy w pobliżu miejscowości Lipinki, w rejonie brzeskim, w obwodzie brzeskim, na Białorusi.
Przed II wojną światową stacja kolejowa. Nosiła wówczas nazwę Domaczewo. W późniejszym okresie dodatkowe tory zostały zdemontowane, a stacja zdegradowana do roli przystanku.